# 赵润宇
趙潤宇（韓語：조윤우，1991年7月27日—），韓國男演員。

## 影視作品

### 電視劇
- 2011年：tvN《花美男拉麵店》飾演 禹賢宇
- 2012年：KBS《普通的戀愛》飾演 韓載光（少年）
- 2012年：Channel A《K-POP最強生死戰》飾演 韓東宇
- 2012年：MBC《想你》飾演 歌厅接待员(第5集客串)
- 2013年：SBS《野王》飾演 尹豪英（2-4集客串）
- 2013年：tvN《戀愛操作團：大鼻子情聖》飾演 陶亞朗
- 2013年：SBS《醜八怪警報》飾演 李東宇(55集起出演)
- 2013年：SBS《欲戴王冠，必承其重－繼承者們》飾演 文俊英
- 2014年：MBC《Hotel King》飾演 劉宙民（17-18集客串）
- 2014年：SBS《妈妈的选择》飾演 金京俊
- 2014年：KBS《明日如歌》飾演 李在容
- 2015年：SBS《假面》飾演 吳昌秀
- 2015年：騰訊視頻《我是你的喋喋phone》飾演 肅立
- 2015年：SBS Plus《為你點餐》飾演 南水里
- 2016年：SBS《Puck》飾演 鄭八峰
- 2016年：KBS《花郎》飾演 金呂蔚
- 2017年：SBS《姐姐風采依舊》飾演 具世俊/申世俊
- 2023年：ENA《陌生人》飾演 閔奇（特別出演）

### 電影
- 2014年：《布拉芙夫人（朝鲜语：마담 뺑덕）》飾演 俱樂部花美男
- 2015年：《隱秘的誘惑（朝鲜语：은밀한 유혹 (2015년 영화)）》飾演 振燮

### CF
- 2012年：新韩银行 新韩卡 Smart Power
- 2013年：Naver Band 應用程式
- 2013年：米斯特比薩 虾比薩 15s 20s Full （页面存档备份，存于） 花絮 与宋智孝
- 2013年：Fila Terra 羽绒外套 15s 30sA 30sB 花絮 与孙延在
- 2016年：Samsung Galaxy S7 edge | S7 手机（与柳演錫、李光洙）
- 2017年：友利银行 Wibee平台 （页面存档备份，存于） 花絮 与朴炯植

## 綜藝節目
- 2015年11月8日：SBS《Running Man》（Ep.404 100 VS 100）
- 2016年12月3日：KBS《演藝家中介》（Ep.1650 與《花郎》劇組）
- 2018年：SBS《叢林的法則》（巴塔哥尼亞篇）

## 音樂作品
- 2012年：《K-POP最強生死戰》OST Part.2 试着向世界呐喊(Stand Up) 与M2 Junior成员

## 外部連結
- NAVER （页面存档备份，存于） 
- 赵润宇的X（前Twitter）
- 赵润宇的Instagram帳戶
- YouTube上的赵润宇頻道